# Ildegarda dei Supponidi
Ildegarda dei Supponidi (920 circa – 11 gennaio 982) è stata una nobildonna italiana.

## Biografia
Poche notizie certe si hanno su Ildegarda, definita da Donizone di Canossa docta, prudens e proba, figlia di Sigifredo della potente stirpe dei Supponidi, i cui feudi si estendevano in tutta la valle del Po. Sposò in data imprecisata Adalberto Atto di Canossa, primo conte di Mantova. Alla sua morte, Ildegarda venne sepolta assieme al marito nella  chiesa Sant'Apollonio a Canossa.

## Discendenza
Ildegarda e Adalberto ebbero quattro figli:
- Goffredo, vescovo di Brescia (970)
- Tedaldo, conte di Mantova
- Rodolfo, premorto al padre;
- Prangarda di Canossa, moglie di Olderico Manfredi I.